# Ragnatela (film 1914)
Ragnatela (The Avenging Conscience: or 'Thou Shalt Not Kill') è un film muto del 1914 diretto da David W. Griffith.

## Trama
Alla morte di una giovane mamma, il fratello della donna decide di crescere il bambino occupandosene personalmente.Anni dopo, il bambino, ormai uomo, intreccia una relazione amorosa con una donna tanto da lasciar perdere ogni relazione con lo zio, anche sul lavoro.Comprendendo ad un certo punto che lo zo era il suo unico ostacolo per vivere serenamente la sua storia d'amore, decide di ucciderlo, murandolo nel camino e comprando il silenzio di un testimone che aveva assistito alla scena spiando dalla finestra. Per non destare sospetti,ne inscena anche la sparizione.
Tuttavia le cose non andranno come previsto:il fantasma dello zio tornerà ben presto a tormentarlo

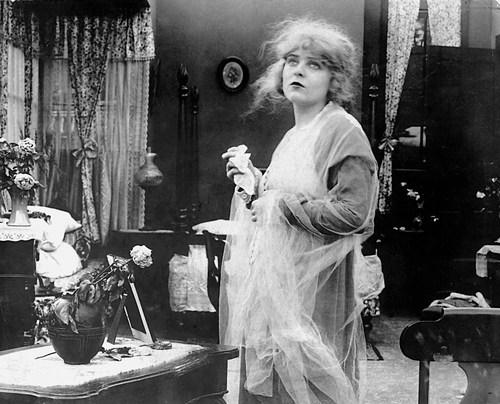
Blanche Sweet

## Produzione
Il film venne prodotto da David W. Griffith per la Majestic Motion Picture Company.

## Distribuzione
Distribuito dalla Mutual Film Corporation, il film uscì in prima il 24 agosto 1914. In Italia uscì nel 1916 distribuito dalla Monopol. Copie del film sono conservate negli archivi del Museum of Modern Art.

### Date di uscita[1]
- USA	2 agosto 1914	 (première)
- USA	24 agosto 1914
- Portogallo	21 giugno 1918
- USA 2008 DVD
- Francia 2009 DVD

Alias
- A bosszúálló lelkiismeret	Ungheria
- Consciência Vingadora	Portogallo
- La conciencia vengadora	Spagna
- The Murderer's Conscience	USA (titolo di lavorazione)
- The Telltale Heart	USA (titolo alternativo)
- Thou Shalt Not Kill

### Censura
Per la versione da distribuire in Italia la censura italiana impose di sopprimere la scena in cui viene raffigurato il simbolo della morte che avvinghia e trascina con sé il protagonista.